# Walter Casagrande
Wálter Casagrande Júnior (São Paulo, 1963. április 15. –) brazil válogatott labdarúgó.

## Pályafutása

### Klubcsapatban
São Pauloban született. Pályafutását a Corinthiansban kezdte 1980-ban, melynek színeiben 1982-ben és 1983-ban megnyerte a São Paulo állami bajnokságot. A Corinthiansban együtt játszott Sócrates-szel, ketten együtt kiváló és eredményes csatárpárost alkottak. 1986-ban Portugáliába igazolt az FC Porto együtteséhez, ahol egy évig játszott és 1987-ben megnyerte a bajnokcsapatok Európa -kupáját. Ezt követően Olaszországba szerződött az Ascoliba, ahol négy szezont töltött, ezalatt 96 mérkőzésen 38 alkalommal volt eredményes. 1991 és 1993 között a Torino játékosa volt, mellyel bejutott az 1992-es UEFA-kupa döntőjébe és megnyerte az olasz kupát 1993-ban. Ezután hazatért Brazíliába a Flamengóhoz és újdonsült csapatával bejutott a Copa Sudamericana döntőjébe. 1994 és 1995 között ismét a Corinthiansban játszott. 1996-os visszavonulását megelőzően még szerepelt két kis csapatban, a Paulista FC-ben és a São Franciscóban. 

### A válogatottban
1985 és 1986 között 18 alkalommal szerepelt a brazil válogatottban és 9 gólt szerzett. Részt vett az 1986-os világbajnokságon.

## Sikerei, díjai
Corinthians
- Paulista bajnok (2):  1982, 1983

FC Porto
- Bajnokcsapatok Európa-kupája győztes (1): 1986–87

Torino FC
- UEFA-kupa döntős (1): 1991–92
- Olasz kupa (1): 1992–93

Flamengo
- Copa Sudamericana döntős (1): 1993

Egyéni
- Paulista bajnokság gólkirálya (1):  1982 (28 gól)
- Serie B gólkirálya (1): 1990–91 (22 gól)